# Joanis Teonas
Joanis (Janis) Teonas, gr. Ιωάννης (Γιάννης) Θεωνάς (ur. 29 października 1940 w Filoti Naksu, zm. 12 września 2021) – grecki polityk i związkowiec, działacz komunistyczny, od 1994 do 2001 poseł do Parlamentu Europejskiego, deputowany krajowy.

## Życiorys
Absolwent uniwersytetu ekonomicznego w Atenach (ASOEE). Przez wiele lat był pracownikiem koncernu telekomunikacyjnego OTE. Działał w branżowych związkach zawodowych, pełnił funkcję sekretarza generalnego Generalnej Konfederacji Greckich Pracowników (GSEE).
W 1994 i 1999 z listy Komunistycznej Partii Grecji uzyskiwał mandat posła do Parlamentu Europejskiego IV i V kadencji. Przystąpił do grupy Zjednoczonej Lewicy Europejskiej i Nordyckiej Zielonej Lewicy, pracował m.in. w Komisji ds. Gospodarczych i Walutowych (dwukrotnie jako jej wiceprzewodniczący). Skonfliktowany z władzami partyjnymi, złożył w 2001 mandat deputowanego. Współtworzył nowe ugrupowanie pod nazwą KEDA, z którym później przystąpił do koalicji Syriza.
W 2015 krótko kierował państwową agencją ubezpieczeniową IKA. W wyborach z września tegoż roku uzyskał mandat posła do Parlamentu Hellenów.